# 山崎航
山崎 航（やまざき わたる、1997年10月27日 - ）は、信越放送 (SBC) のアナウンサー。

## 来歴
兵庫県西宮市出身。
大阪桐蔭高等学校、関西学院大学卒業。
2020年4月に福井放送に入社。2025年3月を以て、福井放送を退社。同年4月、信越放送(SBC)に入社。4月8日12時に放送されたラジオニュースでSBC初出演。

## 担当番組

### テレビ番組
- ずくだせテレビ[1]（2025年4月14日、リポーターとして初出演）